# Монтебуфо (Перуђа)
Монтебуфо је насеље у Италији у округу Перуђа, региону Умбрија.
Према процени из 2011. у насељу је живело 16 становника. Насеље се налази на надморској висини од 1006 м.